# 西原祐治
西原 祐治（にしはら ゆうじ、1954年-　）は、浄土真宗の僧、劇作家。
島根県生まれ。1978年龍谷大学卒業、築地本願寺に奉職。86年退職。1993年柏市に宗教法人「西方寺」を設立、初代住職となる。東京ビハーラ会会長、本願寺派東京教区勤式指導員、本願寺派即如門主組巡教随行講師、東京仏教学院講師、龍谷大学大学院非常勤講師、本願寺派仏教婦人総連盟講師などを歴任。現在、本願寺派布教使、本願寺監事。真宗の伝道で独自の活動を行っている。2001年版最新データ：有名講師・名物講師1000人名鑑〔発売・日本アカデミー協会【編】〕に掲載される。

## 著書
- 『ありのままの自分を生きる』徳間書店 2001
- 『脱常識のすすめ』探究社 2002
- 『浄土真宗の常識』朱鷺書房 2006
- 『親鸞物語 泥中の蓮花』朱鷺書房 2007
- 『光風のごとく』探究社 ほのぼの新書 2008
- 『仏さまの三十二相 仏像のかたちにひそむメッセージ』朱鷺書房 2010
- 『苦しみは成長のとびら 仏教者からの処方箋』太陽出版 2011
- 『お坊さんの常識』探究社　2015
- 『正しい絶望のすすめー浄土を生きる教え』本願寺出版社　2021
- 『仏教で人生を変えるー現代と救い』本願寺出版社　2021

### 共編著・監修
- 『hideありがとう! 2000人のメメント・モリ』志茂田誠諦共編 芙蓉書房出版 2000
- 『これからの真宗しきたり全書 2』日野詢城共監修 四季社 2004
- 『真宗手紙の書き方実践講座』渡邉晃純共監修 四季社 これからの真宗しきたり全書　2005
- 『浄土真宗 この一冊であなたの家の宗教がよくわかる! 大きな活字でわかりやすい!』監修 日東書院本社 わが家の仏教・仏事としきたり　2009

## 注
1. ↑  『現代日本人名録』、『苦しみは成長のとびら』著者紹介